# Arcytophyllum lavarum
Arcytophyllum lavarum là một loài thực vật có hoa trong họ Thiến thảo. Loài này được K.Schum. mô tả khoa học đầu tiên năm 1891.

## Hình ảnh

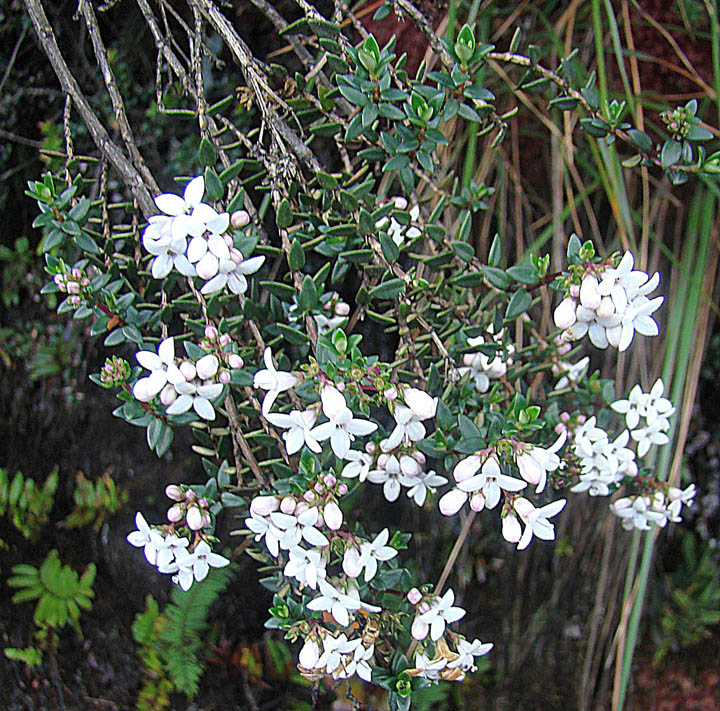
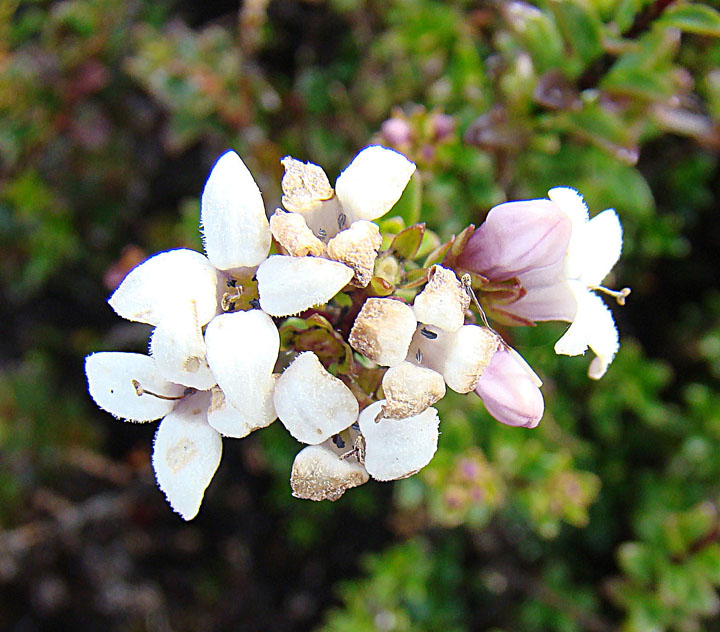
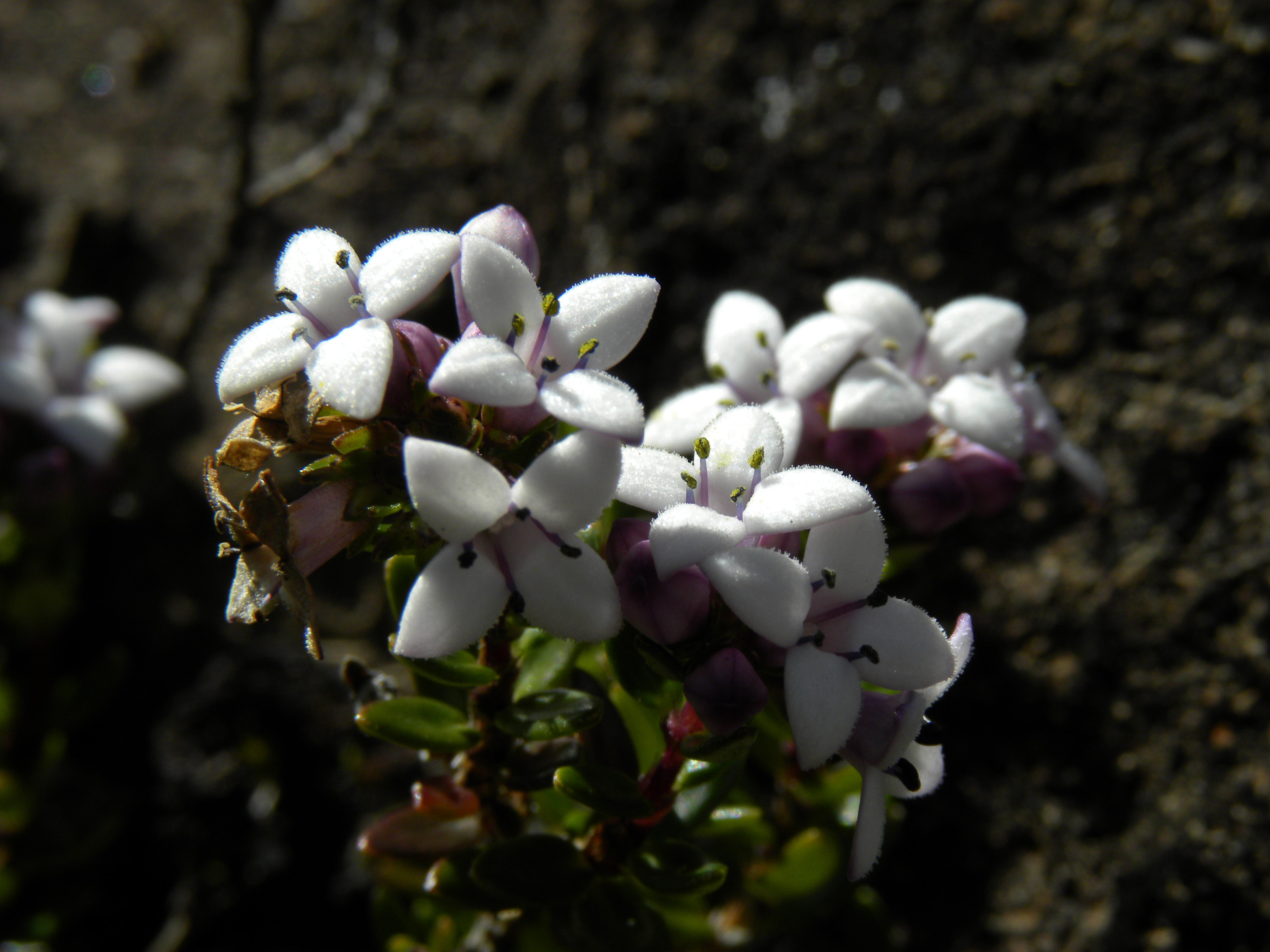